# KFC Verbroedering Geel
Maillots
Dernière mise à jour : 16 septembre 2011.
Le Koninklijke Football Club Verbroedering Geel est un ancien club belge de football. Il a évolué plusieurs années en D2 et a participé au championnat de D1 lors de la saison 1999-2000.
Entre 2005 et 2008, soit ses trois dernières années d'existence, le club se retrouve au centre d'affaires extra-sportive. Il y a d'abord un scandale provoqué par une tentative de corruption qui vaut au club d'être rétrogradé en Division 3. En 2007, après avoir gagné le droit de remonter en D2, le matricule 395 est au centre d'une polémique donnant lieu à l'Affaire Geel-Namur.
Criblé de dettes, le club jette l'éponge juste avant le début de la saison 2008-2009.

## Le Club
- 1921 : constitution en 1921 de FOOTBALL CLUB VERBROEDERING FLANDRIA GHEEL SPORT après fusion de FOOTBALL CLUB FLANDRIA (fondé en 1912 par des élèves du Collège Sint-Aloysius; non affilié à l'Union Royale Belge des Sociétés de Football Association (URBSFA)) et GHEEL SPORT (fondé en 1919; non affilié à l'URBSFA)[1].
- 1924 : changement de dénomination de FOOTBALL CLUB VERBROEDERING FLANDRIA GHEEL SPORT en FOOTBALL CLUB VERBROEDERING GHEEL lors de son affiliation à l'URBSFA le 27/07/1924 comme club débutant[1].
- 1925 : affiliation à l'URBSFA le 01/07/1925 comme club effectif[1].
- 1926 : le club reçoit le numéro matricule 395[1].
- 1931-1932 : le club aurait absorbé le FOOTBALL CLUB KIEVERMONT (non affilié à l'URBSFA) en 1931-1932 (selon une affirmation du secrétariat du club en 1980) [1].
- 1960 : après obtention du titre de Société Royale le 16/11/1960, changement de dénomination en KONINKLIJKE FOOTBALL CLUB VERBROEDERING GEEL (395)[1].
- 1999 : Il est parfois signalé une fusion en 1999 entre KONINKLIJKE FOOTBALL CLUB VERBROEDERING GEEL (395) et KONINKLIJKE FOOTBALL CLUB HERENTALS (97). Cette assertion est inexacte : en effet, KONINKLIJKE FOOTBALL CLUB HERENTALS (97) (fondé le 02/05/1917 avec la dénomination HERENTALSSCHEN SPORTKRING, affilié à l'URBSFA le 06/05/1920 avec la dénomination KERENTALSSCHE SPORTKRING, devenu FOOTBALL CLUB HERENTHALS le 02/09/1941, après obtention du titre de Société Royale le 16/05/1951 devenu KONINKLIJKE FOOTBALL CLUB HERENTALS le 13/06/1951) fut radié de l'URBSFA le 12/06/1999[1].
- 2006 : en 2006, le club, reconnu coupable de tentative de falsification de compétition pendant le tour final de D2 en 2004-2005, est rétrogradé en D3 où il entame la compétition 2006-2007 avec un passif de 6 points.
- 2007: Fin de saison 2006-2007, le KFC Verbroedering Geel remporte le tour final de D3 devant l'UR Namur. La licence d'accès à la D2 (refusée en première instance) est accordée à Geel en appel. Cela provoque la colère de l'UR Namur qui réclame officiellement (commission des licences non réglementaire car pas de parité linguistique et seulement 3 membres sur 5 présents). Déboutée, l'UR Namur este devant la juridiction civile. Le feuilleton Geel-Namur pollue le paysage du football belge jusqu'en septembre 2007. Finalement, Geel et Namur intègrent la D2. Le KFC Verbroedering Geel est relégué sportivement en fin de saison (Namur se sauve lors des barrages).
- 2008 : le club exsangue financièrement est déclaré en faillite  le 30 juin 2008. Il est radié par l'URBSFA, le 1er août 2008. Les installations de Geel sont alors reprises par le FC Verbroedering Meerhout qui devient le Verbroedering Geel-Meerhout.

## Anciens joueurs
- Eddy Bembuana-Keve
- Niță Cireașă
- Filip Daems
- Sepp De Roover
- Filip De Wilde
- Jef Delen
- Bart Goor
- Rocky Peeters
- Joos Valgaeren
- Georgică Vameșu
- Raymond Van Gestel
- Bruno Versavel